# Sant’Angelo d’Alife

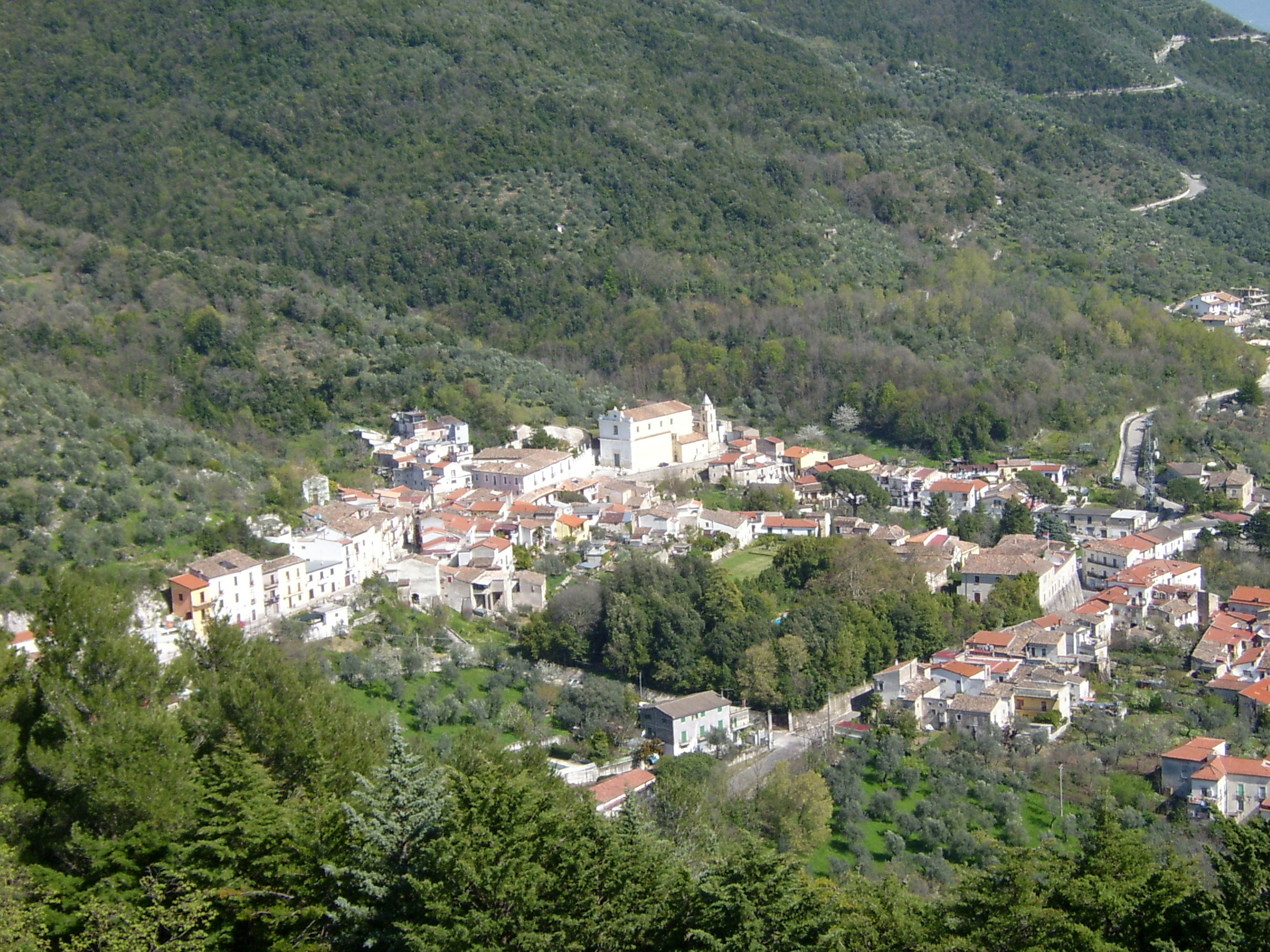
Blick auf Sant’Angelo d’Alife vom Kastell Rupe Canina

Sant’Angelo d’Alife ist eine italienische Gemeinde (comune) mit 2073 Einwohnern (Stand 31. Dezember 2023) in der Provinz Caserta in Kampanien. Sie ist Bestandteil der Comunità Montana del Matese. Die Gemeinde liegt etwa 32 Kilometer nordnordwestlich von Caserta. Der Volturno bildet die südliche Gemeindegrenze.